# Han-sur-Nied
Han-sur-Nied je francouzská obec v departementu Moselle v regionu Grand Est. Žije zde 251 obyvatel.

## Geografie

### Sousední obce
| Růžice kompasu |             | Adaincourt   |          | Růžice kompasu |
| Růžice kompasu | Rémilly     | Sever        | Herny    | Růžice kompasu |
| Růžice kompasu | Rémilly     | Han-sur-Nied | Herny    | Růžice kompasu |
| Růžice kompasu | Rémilly     | Jih          | Herny    | Růžice kompasu |
| Růžice kompasu | Saint-Epvre |              | Vatimont | Růžice kompasu |